# マニートソック
マニートソック（グリーンランド語: Maniitsoq）は、グリーンランド南西部にある町。マニーツォックとも表記する。ケカッタ自治体に所属。ヌークの北、約130キロメートルに位置する。2024年時点の人口は2,547人で、グリーンランドの都市では6番目に多い。
西洋人が来る以前から何度か人類が居住してきたが、現在の町は1755年に現在のカンガーミュートの町の位置に作られた植民地が、1782年に現位置に移動して作られたものである。
2009年まではキター郡の基礎自治体であった。2009年の行政改革以降はケカッタ基礎自治体に属している。

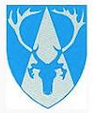
マニートソック基礎自治体の紋章
マニートソック基礎自治体の範囲